# Bél Károly András
Bél Károly András (Pozsony, 1717. július 13. – Lipcse, 1782. április 4.) a bölcselet és szépművészetek magistere, történettudós, lipcsei egyetemi tanár, a  szász választófejedelem tanácsosa.

## Élete
Bél Mátyás legidősebb fia volt. Miután otthon végigjárta az alsóbb tudományos intézeteket, 1735-ben az altdorfi, majd innen a jénai egyetemre ment, ahol három évig tartózkodott és bölcselet-magisteri rangot szerzett. 1739 végén Strassburgba költözött  és ott nevelősködött. 1740-ben  négy hónapot töltött Párizsban, azután hazatért, hogy jelen legyen Mária Terézia koronázásán, ahol beszédet is tartott. Itthon Festetics Kristóf hétszemélynök fiának, a később gróffá lett Festetics Pálnak rövid ideig tanítója volt, majd kísérőjeként 1741 végén Festeticssel együtt a lipcsei egyetemre ment. Festetics Pál 1743 tavaszán hazautazott, Bél Károly András azonban  letelepedett Lipcsében és az ottani egyetemen a bölcseletnek rendkívüli, a költészetnek rendes tanára, majd az udvari tanács tagja, az akadémia, a királyi könyvtár elnöke lett.
Az egyetem tanáraként segítette a későbbi irodalomtörténészt, Wallaszky Pált ottani tanulmányaiban. Tagjául választotta roveredói tudományos akadémia és a göttingeni történelmi társaság is, a lipcsei tudományos és szépirodalmi kiadványok igazgatója volt és az Acta Eruditorum-ot folytatta 1751-től 1781-ig. Önkezével vetett véget életének.
Még első külföldi útja előtt, 1734-ben elkezdte írni (és talán 1735-ben be is fejezte) apja, Bél Mátyás nagy munkája, a Notitia Hungariae tartalmának rövidített változatát, a Compendium Geographiae Hungaricae című munkát. Ennek kéziratos másolatát a Ráday Gyűjteményben őrzik. Bár címében az 1741-es dátumot tüntették fel, ez feltehetően csak a másolás éve lehet. A mű először 1753-ban jelent meg, utána tankönyvként  még többször kiadták, és a Ratio Educationis (1777) hivatalosan is tankönyvként jelölte meg.
Zermegh János, Révay Péter és Bonfini (Lipcse, 1771) műveinek kiadásával és kommentálásával is érdemeket szerzett.

## Munkái
- Oratio solennis de auspicatissimo connubio principis ac dominae Mariae Theresiae principis augustae ac principis dni Francisci ducis Lotaringiae dicata. Altorfii, 1736.
- Das mit der Ewigkeit verknüpfte Band M. Theresiens und Franz des I. H. n. 1736. (Óda.)
- Historia paedobaptismi quatuor priorum saeculorum. Jenae, 1739.
- De Maria Hungariae regina commentatio. Lipsiae, 1742. (2. kiadás. Uo. 1745.)
- Dissertatio historico-philosophica de ingeniorum delectu Pythagorico. Uo. 1742.
- De Diis Thracum disserit. Uo. 1743.
- Vorläufige Antwort auf die von Hr. Joh. David gemachten Einwürffe. Uo. 1743.
- De archiofficiis regni Hungariae. Uo. 1749.
- De vera origine et epocha Hunnorum, Avarorum et Hungarorum in Pannonia commentatio historico-critica. Lipsiae, Uo. 1757.
- Poetam heroicum carmine solenni commendat. Uo. 1757.
- De poeta oratori finitimo oratio. Uo. 1757.
- Prolusio de poesi scientiarum disciplinae adcuratae tradendae non acta. Uo. 1757.
- De praecipua litteris operantium laude, modestia oratio. Uo. 1758.
- Amorem patriae carm. solemni commendat. Uo. 1758.
- Otia in litteris belli solemnia… carmine commendat. Uo. 1759.
- Homerum scribendae Iliados consilio incomparabilem… carm. celebrat. Uo. 1760.
- Vim atque potestatem poeseos carmine declarat. Ugyanott, 1761.
- De causis repentinae pacis Crepiacensis disputatio. Uo. 1761.
- De Ottone II. Granseio Basiliensi episcopo. Uo. 1762.
- Vim atque potestatem… iterum declarat. Uo. 1762.
- Alexander Ludwig von Wattewille Geschichte des Schweizer bundes, übersetzt und mit Anmerkungen begleitet. Uo. 1762.
- De avitis Hungarorum sedibus. Uo. 1763.
- Temperatum sapientiae amorem… commendat. Uo. 1763.
- Solemnia… concelebranda invitat. Uo. 1763.
- Incrementa artium ex honoribus sol… carmine decantat Uo. 1764.
- De Almo duce. Uo. 1765.
- Solemnia magistrorum philos. et artium… dissertatiuncula. Uo. 1765.
- Votorum inconstantiam… carmine exponit. Uo. 1765.
- Diversos veterum et recentiorum inclavescendi modos… carm. declarat. Uo. 1766.
- De Barrisone Friderici Barbarossae imper. beneficio rege Sardiniae. Uo. 1766.
- Solemnia magistrorum phil. et artium… invitat. Uo. 1767.
- De historia poetica. Dissertatiuncula. Uo. 1767.
- Doctae ignorantiae laudem… carm. proponit. Uo. 1767.
- De licentia poetica. Uo. 1767.
- Ceremoniarium vindicias… carmine proponit. Uo. 1768.
- Templum artis criticae… carmine proponit. Uo. 1769.
- Solemnia magistrorum philos… concelebranda invitat. Uo. 1769.
- De futurorum et praesentium historia Uo. 1769.
- De barbarie fanatismi filia. Uo. 1770.
- Bonfinii decades nitidissime editae sublatis mendis, quae in prioribus editionibus irrepserant. Uo. 1770.
- Mortem Socratis… carmine proponit. Uo. 1770.
- De ratione veri per fictiones inveniendi pauca praefatur. Uo. 1770.
- Solemnia magistrorum… invitat. Uo. 1771.
- De optimis contra fanaticismum in literis grassantem remediis. Uo. 1771.
- Tiresiae et poetis futuris divinationem… proponit. Uo. 1771.
- Lexum germanorum… carmine proponit. Uo. 1772.
- Laudem graecae fidei philos. et artium candidatii… carmine proponit. Uo. 1773.
- Laudes otii… carmine proponit. Uo. 1774.
- Laudem silentii carmine declarat. Uo. 1775.
- Regem philosophicum… carmine proponit. Uo. 1776.
- Laudem mendatii sol. carmine adumbrat. Uo. 1777.
- De lectione scriptorum veterum graecorum latinorumque… referente. Uo. 1777.
- De subtilitate orationis philosophiae. Uo. 1778.
- Laudem senectutis carmine proponit. Uo. 1778.
- Sapientiae bona… carmine proponit. Uo. 1779.
- Sapientiae fata… carmine proponit… Uo. 1780–57. Sapientia apud graecos. Uo. 1781–82. két rész.